# Плејн Вју (Северна Каролина)
Плејн Вју (енгл. Plain View) насељено је место без административног статуса у америчкој савезној држави Северна Каролина.

## Демографија
По попису из 2010. године број становника је 1.961, што је 141 (7,7%) становника више него 2000. године.
| Група             | 2000.         | 2010.         |
| Белци             | 1.519 (83,5%) | 1.474 (75,2%) |
| Афроамериканци    | 211 (11,6%)   | 322 (16,4%)   |
| Азијати           | 1 (0,1%)      | 27 (1,4%)     |
| Хиспаноамериканци | 55 (3,0%)     | 98 (5,0%)     |
| Укупно            | 1.820         | 1.961         |